# Marcin Slaski
Marcin Slaski (zm. 1789 w Warszawie).
Z rodu Slaskich herbu Grzymała. Był synem Adama Slaskiego i Anny Ludwiki z Walewskich herbu Kolumna (1728-1832). 
Szambelan królewski w 1782 roku, poseł na Sejm Czteroletni, odznaczony Orderem Orła Białego.
Poseł na sejm 1782 roku z województwa krakowskiego.